# 1908 dans le catholicisme
Chronologie du catholicisme
- 1904
- 1905
- 1906
- 1907
- 1908
- 1909
- 1910
- 1911
- 1912

Cet article présente les faits marquants de l'année 1908 dans le catholicisme.

## Évènements
- 7 mars : excommunication d'Alfred Loisy.
- 8 au 13 septembre : Congrès eucharistique international à Londres.

## Naissances
- 26 janvier : Robert Corillion, prêtre et botaniste français († 30 décembre 1997)
- 1er février : Paolo Bertoli, cardinal italien de la Curie († 8 novembre 2001)
- 16 février : Heinrich Maier, prêtre autrichien, résistant au nazisme exécuté († 22 mars 1945)
- 14 mars : 
  - Joseph André, prêtre belge, Juste parmi les nations († 1er juin 1973)
  - Anthony Caillot, prélat français, évêque d’Évreux († 5 février 1994)
- 28 mars : Maurice Morel, prêtre et peintre français († 15 février 1991)
- 30 mars : Paul Carrière, prélat français, évêque de Laval († 21 février 2008)
- 26 avril : Joël Bellec, prélat français, évêque de Perpignan († 7 mars 1988)
- 2 mai : Jean Jeanneteau, prêtre et musicien français, spécialiste du chant grégorien († 14 avril 1992)
- 13 mai : Dominique Tang Yi-ming, prélat chinois, archevêque de Canton († 27 juin 1995)
- 26 mai : Maxime Charles, prêtre et enseignant français, recteur du Sacré-Cœur de Paris († 29 août 1993)
- 27 mai : Louis Levesque, prélat canadien, archevêque de Rimouski († 12 mars 1998)
- 11 juin : Saint Francisco Marto, enfant portugais témoin des apparitions mariales de Fátima († 4 avril 1919)
- 4 juin : Gérard Bannwarth, prélat français, évêque de Soissons († 3 janvier 1991)
- 8 juin : Inah Canabarro Lucas, religieuse brésilienne, doyenne de l'humanité († 30 avril 2025)
- 19 juin : Henri Van Camp, prêtre, enseignant, philosophe et théologien belge († 1er janvier 1984)
- 2 juillet : Léon-Arthur Elchinger, prélat français, évêque de Strasbourg († 27 juin 1998)
- 15 juillet : Daniel Joëssel, prêtre français, soldat mort durant la Seconde Guerre mondiale († 20 mai 1940)
- 16 juillet : Corrado Ursi, cardinal italien, archevêque de Naples († 29 août 2003)
- 21 juillet : Louis Janssens, prêtre, philosophe, théologien et enseignant belge († 19 décembre 2001)
- 25 juillet : Ambroise-Marie Carré, prêtre dominicain, résistant et écrivain français, membre de l'Académie française († 15 janvier 2004)
- 29 juillet : Bienheureux Stanisław Tymoteusz Trojanowski, prêtre franciscain et martyr polonais du nazisme († 28 février 1942)
- 26 août : 
  - Jacques-Paul Martin, cardinal français de la Curie († 27 septembre 1992)
  - Rufino Jiao Santos, cardinal philippin, archevêque de Manille († 3 septembre 1973)
- 31 août : Jacques Loew, prêtre dominicain et prêtre ouvrier français, fondateur de la Mission ouvrière Saints-Pierre-et-Paul († 14 février 1999)
- 1er septembre : Émile Gabel, prêtre, journaliste et théoricien des médias français († 6 mars 1968)
- 30 septembre : Jean-Baptiste Sauvage, prélat français, évêque d'Annecy († 28 octobre 1991)
- 1er octobre : Giuseppe Casoria, cardinal italien de la Curie, précédemment archevêque titulaire de Forum Novum (de) († 8 février 2001)
- 3 octobre : Aníbal Muñoz Duque, cardinal colombien, archevêque de Bogotá († 15 janvier 1987)
- 15 octobre : René Bonpain, prêtre et résistant français fusillé († 30 mars 1943)
- 21 novembre : Charles Owen Rice, prêtre américain, activiste dans le domaine social († 13 novembre 2005)
- 14 décembre : Joseph de La Martinière, prêtre, résistant déporté et historien français († 2 novembre 2003)
- 19 décembre : Jean de Cambourg, prélat français, évêque de Valence († 13 février 2000)
- 27 décembre : Norbert Calmels, prélat prémontré français, diplomate du Saint-Siège et évêque titulaire de Dusa (de) († 24 mars 1985)
- Date précise inconnue : Bienheureux Lucien Botovasoa, militant catholique et martyr malgache († 14 avril 1947)

## Décès
- 13 janvier : Xavier de Franciosi, prêtre jésuite et écrivain spirituel français (° 13 décembre 1819)
- 28 janvier : 
  - Saint Joseph Freinademetz, prêtre autrichien, missionnaire en Chine (° 15 avril 1852)
  - François Richard de La Vergne, cardinal français, archevêque de Paris (° 1er mars 1819)
- 2 février : Bienheureux Louis Brisson, prêtre français, fondateur des oblats et des oblates de Saint François de Sales (° 23 juin 1817)
- 16 mars : Gustave Augustin Rouxel, prélat français, évêque auxiliaire de La Nouvelle-Orléans et évêque titulaire de Curium (de) (° 2 février 1840)
- 17 mars : Giovanni Battista Casali del Drago, cardinal italien de la Curie (° 30 janvier 1838)
- 20 mars : François-Nicolas-Alphonse Kunemann, prélat et missionnaire français, vicaire apostolique de Sénégambie et évêque titulaire de Pella (de) (° 28 mai 1856)
- 26 mars : Bienheureuse Madeleine Morano, religieuse salésienne italienne (° 15 novembre 1847)
- 29 mars : Éloi Ragon, prêtre, latiniste, helléniste, pédagogue et enseignant français (° 25 juin 1853)
- 18 avril : Henri Dénéchau, prélat français, évêque de Tulle (° 19 décembre 1832)
- 25 avril : Gennaro Portanova, cardinal italien, archevêque de Reggio de Calabre, précédemment évêque titulaire de Rhosus (de) (° 11 octobre 1845)
- 24 mai : Sœur Gertrude-Marie, religieuse et mystique française (° 28 octobre 1870)
- 22 juillet : Carlo Nocella, cardinal italien de la Curie (° 25 novembre 1826)
- 23 août : David Cau-Durban, prêtre, historien et préhistorien français (° 2 mars 1844)
- 17 septembre : Alexandre Marie Thomas, prêtre et historien français (° 3 janvier 1844)
- 16 octobre : Jean Berthier, prêtre français, fondateur des Missionnaires de la Sainte-Famille, vénérable (° 24 février 1840)
- 17 octobre : François Font, prêtre et historien français (° 14 juin 1831)
- 26 octobre : François-Désiré Mathieu, cardinal français, archevêque de Toulouse (° 27 mai 1839)
- 27 octobre : Salvador Casañas i Pagés, cardinal espagnol, évêque de Barcelone (° 18 décembre 1858)
- 19 novembre : Jean-Pierre Pagis, prélat français, évêque de Verdun (° 16 juillet 1835)
- 19 décembre : Victor Lecot, cardinal français, archevêque de Bordeaux (° 8 janvier 1831)
- Date précise inconnue : Antonio Carestia, prêtre et botaniste italien (° 1825)